# 惠那峽口站
惠那峽口站（日语：／ Enakyoguchi eki */?）是位於岐阜縣中津川市瀨戶，北惠那鐵道北惠那鐵道線的鐵路車站（廢站）。

## 概要
為了吸引遊客前往惠那峽，在當地居民請願下開設此站。在車站附近設有遊覽惠那峽的觀光船乘船處。
由於此鐵路線曾經進行木曾川橋樑橋躉加高工程，因此車站曾經被遷移，同時曾經設置代行巴士的乘車處和留置線。在遷移前的車站是在木曾川橋樑的築堤上。

## 歷史
- 1925年（大正14年）8月5日：北惠那鐵道線中津町至苗木之間開設此站[1]。
- 1963年（昭和38年）
  - 1月16日：木曾川橋樑進行橋躉加高工程。中津町站至此站之間暫停營業，安排了巴士代行。此站向山之田川站一方遷移約130米。
  - 4月1日：中津町至此站之間重開。
- 1978年（昭和53年）9月18日：北惠那鐵道線廢除，此站也被廢除[1]。

## 車站設施
此站是地面車站，設有1面1線的月台和簡單的候車室。

## 現狀
現時車站遺址還可看見月台的痕跡。在車站遷移前的站舍在改建後，成為了惠那峽觀光船乘車處的候船處。後來該觀光船服務暫停營運，候船處也被拆毀。現時營運的惠那峽遊覽船乘船處是在惠那市的惠那峽公園。

## 相鄰車站
北惠那鐵道
北惠那鐵道線
中津町－惠那峽口－山之田川

## 注腳
1. 1 2  今尾惠介《日本鐵道旅行地圖帳》7號 北信越（新潮社、2008年）p.41
2. ↑  恵那峡遊覧船 » アクセス （页面存档备份，存于）（日語）

## 相關項目
- 日本鐵路車站列表 E